# Anders Lie
Anders Lie (ur. 11 kwietnia 1991 we Frederiksbergu) – duński pływak, specjalizujący się głównie w stylu dowolnym.
Wystartował na igrzyskach olimpijskich w Londynie w sztafecie 4 × 200 m stylem dowolnym, gdzie wspólnie z kolegami z reprezentacji zajął 13. miejsce.